# Гранітова структура
Гранітова структура — типова для кристалічнозернистих глибинних гранітоїдних порід. Характеризується ідіоморфізмом кольорових мінералів по відношенню до польових шпатів і останніх — до різко ксеноформного кварцу.
Син. — гранітоїдна структура.
ҐРАНІТОЇДНА СТРУКТУРА, (рос. гранитоидная структура, англ. granitoid texture, нім. Granitstruktur f, Granitoidestruktur f) — крупнокристалічна структура магматичних порід.